# Емад Хашим
Емад Хашим (араб. عماد هاشم, нар. 10 лютого 1969, Багдад) — іракський футболіст, що грав на позиції воротаря. Відомий за виступами у складі іракського клубу «Аш-Шорта», а також у складі збірної Іраку на кількох великих міжнародних турнірах. По завершенні ігрової кар'єри — іракський футбольний тренер, працював тренером воротарів у кількох іракських клубах та у збірній країни.

## Клубна кар'єра
Емад Хашим народився в Багдаді. У дорослому футболі дебютував у 1987 році виступами в клубі «Аш-Шорта», в якому швидко став основним голкіпером, та грав у якому до 1997 року. У 1997—1998 роках Хашим захищав ворота клубу «Аль-Завраа». після чого повернувся до клубу «Аш-Шорта», в якому грав до 2003 року, після чого завершив виступи на футбольних полях.

## Виступи за збірну
У 1988 році Емад Хашим грав у складі збірної Іраку на Олімпійських іграх 1988 року. У 1989 році футболіст грав у складі молодіжної збірної Іраку на молодіжному чемпіонаті світу в Саудівській Аравії, на якому іракській збірній вдалось вийти до чвертьфіналу. З 1989 року Емад Хашим постійно грав у збірній країни, брав участь у Кубку Азії 1996 року та Кубку Азії 2000 року. Завершив виступи у збірній у 2001 році, разом із неофіційними матчами зіграв у її складі 75 ігор.

## Кар'єра тренера
По завершенні кар'єри гравця Емад Хашим у 2014 році став тренером воротарів у збірній Іраку. У 2015 році він перейшов на роботу тренером воротарів клубу «Аль-Завраа», а в 2016 року повернувся до роботи тренером воротарів національної збірної. У 2017 році Хашим працював тренером воротарів клубу «Аль-Кува».У 2018 році Емад Хашим став тренером воротарів клубу «Ат-Талаба», в якому працював до 2020 року. У 2020 році колишній футболіст став тренером воротарів клубу «Аш-Шорта», а в 2021 році став тренером воротарів клубу «Аль-Завраа».

## Титули і досягнення
- Переможець Юнацького (U-19) кубка Азії: 1988